# Crateva obovata
Crateva obovata är en kaprisväxtart som beskrevs av Vahl. Crateva obovata ingår i släktet Crateva, och familjen kaprisväxter. Inga underarter finns listade i Catalogue of Life.